# Estadio Monumental Chihuahua
Das Estadio Monumental Chihuahua ist ein im Januar 2004 eröffnetes Baseballstadion in der nordmexikanischen Stadt Chihuahua.

## Nutzung
Das Estadio Monumental Chihuahua wird hauptsächlich für Baseballspiele genutzt. Das professionelle Baseballteam Dorados de Chihuahua aus der Liga Mexicana de Béisbol, trägt die Heimspiele seit seiner Aufnahme in die LMB 2007 im Stadion aus. Zuvor hatte die Mannschaft bereits seit 2004 ihre Spiele in der Staatsliga von Chihuahua im neugebauten Stadion ausgetragen.